# Oberschule Böhlen
Die Oberschule Böhlen ist eine staatliche Oberschule in der Stadt Böhlen. In dem denkmalgeschützten Gebäude arbeiten derzeit 35 Lehrer und lernen 397 Schüler.

## Geschichte der Schule und deren Gebäude

### Die Böhlener Schule seit ihrer ersten Erwähnung
Angeblich gab es bereits 1573 eine Schule in Böhlen. Dies konnte bislang nicht an historischen Quellen nachgewiesen werden. Laut Quellen ist im Jahr 1637 ein Schulgebäude abgebrannt. Der zu dieser Zeit dort unterrichtende Lehrer verließ Böhlen, da kein Geld für einen Neubau vorhanden war. Aus diesen Gründen gab es zeitweilig keine Schule in Böhlen. 1645 wird in den Quellen erstmals ein Schulmeister genannt. Wahrscheinlich stand ein Schulgebäude in der Schulstraße 20, heute Kirchgasse. Die Gebäude wurden bis 1879 genutzt und standen bis 1936 in der damaligen Schulstraße 20. 1879 wurde in dieser Straße ein weiteres Schulhaus errichtet und 1899 um einen nördlichen Flügel erweitert. In dem Anbau befanden sich im Obergeschoss Lehrerwohnungen, die im Jahre 1909 halbiert und 1920 zu Klassenräumen umfunktioniert wurden. Die Schule Böhlen war zunächst bis 1900 zweizügig. Die Schülerzahlen wuchsen stetig, sodass 1910 vier Klassen, später sechs Klassen und ab 1921 acht Klassen in der Schule Böhlen bestanden. 1922 wurde eine sogenannte Verbandsfortbildung für Böhlen mit Stöhna, Trachenau, Gaulis und mit Zeschwitz gegründet. Diese bestanden aus zwei Knaben- und drei Mädchenklassen. 1925 wurden bereits 201 Kinder in der achten Klasse unterrichtet. Ab den zwanziger Jahren war der Kirchenschullehrer und Kantor Oskar Fritzsche der Schulleiter der Böhlener Schule. Ihm ist es zu verdanken, dass eine Böhlener Ortschronik im Jahre 1936 verfasst wurde. Da die Schülerzahlen immer weiter stiegen, wurde ein Schulneubau notwendig. Die Schülerzahlen überstiegen die Kapazität der Schulgebäude, da bekannt ist, dass die Glasveranda des Bahngasthofes als Ausweichunterrichtsstätte genutzt wurde. Ein Neubau der Schule konnte umgesetzt werden, da der Schulbezirk ein Darlehen von 100.000 Mark gewährte, die Aktiengesellschaft Sächsische Werke (ASW) 6000 m² Land stiftete und zugleich einen Barzuschuss von 143.000 Mark gab. Überdies übernahm die ASW die Kosten für die Architekten.

### Der Neubau des Schulgebäudes
Nach langwierigen Verhandlungen und mehrfachen Änderungen der Baupläne genehmigte die Amtshauptmannschaft am 24. März 1926 den Schulneubau. Nach den Entwürfen des Architekten Dipl.-Ing. Friedrich Rötschke begannen die Arbeiten nunmehr unverzüglich. Die Oberbauleitung lag in den Händen von Rötschke, als Bauführer fungierte der Baumeister Burghardt. Für die Erd-, Maurer- und Betonarbeiten war Baumeister Nietzschmann, für die Zimmerarbeiten die Zimmermeister Mocker und Schmidt zuständig. Die Ausschachtungsarbeiten und die Fertigstellung der Grundmauern dauerten nur drei Wochen, sodass schon am 17. April 1926 die feierliche Grundsteinlegung stattfinden konnte. Die weiteren Gewerke verliefen ohne Komplikationen, da Bauleitung und Bauausführung gut miteinander arbeiteten und auch das Wetter mitspielte. Bereits am 12. Juni 1926 konnte das Richtfest gefeiert werden. Unermüdlich wurde geschafft. Bald waren alle Bauhandwerker auf dem Baue vertreten; Dachdecker, Klempner, Tischler, Schlosser, Maler, Fliesen- und Parkettleger rührten die Hände. Nach Möglichkeit wurden die in Frage kommenden Arbeiten an Böhlener Bürger vergeben. vermerkt dazu die Weiheschrift für die neue Schule von 1926. Da bis zu diesem Bauabschnitt die Kosten nicht überschritten wurden, konnte auf der Sitzung des Bauausschusses am 23. Juli 1926 beschlossen werden, die Turnhalle doch zu bauen. Eine besondere Zierde bekam die Schule durch den Turm mit der Uhr. Sie war die erste Ortsuhr Böhlens; die Normaluhr, als Böhlener Wahrzeichen, wurde erst später errichtet. Der Schulbetrieb wurde am 8. November 1926 aufgenommen.

### Entwicklung der Schule 1926–1990
Im neuen Schulgebäude wurden am 8. November 1926 220 Schüler von fünf Lehrern unterrichtet. Das alte Schulgebäude, in der Schulstraße (heute Kirchgasse), wurde zu Wohnungen umgebaut. Aufgrund weiter steigender Schülerzahlen wurde 1930 der erste Anbau notwendig, wodurch weitere 4 Klassenräume entstanden. Durch die stetige Erweiterung der Böhlener Werke (ASW) und dem damit verbundenen Anstieg der Bevölkerung in und um Böhlen, stiegen auch die Schülerzahlen, wodurch bereits 1938 wurde eine zweite Erweiterung der Schule notwendig wurde. Diese Erweiterung umfasste sechs Klassenräume.
Um den Werkenunterricht ordentlich gestalten zu können, wurde in Böhlen 1957 ein Aufruf gestartet, in dem Helfer für die Errichtung des sogenannten Technikums gesucht wurden. Durch zahlreiche freiwillige Helfer war es möglich, das neue Gebäude im Dezember 1958 zu übergeben. Das Technikum wurde im Juni 2016 abgerissen, damit der Neubau eine Sporthalle entstehen kann.
Im Zeitraum 1956 bis 1959 war die Schule, neben Pegau, Borna und Deutzen, eine Mittelschule, in der erstmals die zehnklassige Schulbildung angeboten wurde.

### Entwicklung der Schule 1990 bis heute
Im Zuge der friedlichen Revolution 1989 und der Deutschen Wiedervereinigung am 3. Oktober 1990 unterlag auch die Böhlener Schule weitgreifenden Veränderungen. Dies zeigte sich zunächst in der Umbenennung der Schule in Oberschule Böhlen. Die Unterrichtsräume wurden seit 1990 stetig um- und ausgebaut, sodass Fachkabinette für die Fächer Chemie, Physik, Biologie und Informatik erneuert wurden. Seit 2012 fanden an und im Schulgebäude umfangreiche Sanierungsarbeiten statt, die im Sommer 2016 weitestgehend abgeschlossen werden konnten.

## Besonderheiten der Schule
Eine Besonderheit der Oberschule Böhlen liegt darin, dass die Schule die Integration von lern- und körperbehinderten Schülern in den Mittelpunkt ihres Profils stellt.

### Klassenfahrten
An der Oberschule Böhlen werden regelmäßig Klassenfahrten durchgeführt:
- 6. Klasse: Skilager in Oberwiesenthal – Während des Skilagers erlernen die Schule grundlegende Fähigkeiten des Skifahrens
- 8. Klasse: Auslandsreise nach Hastings im Südosten Englands – dort leben die Schüler für einige Tage in Gastfamilien. Zudem erleben die Schüler ein umfangreiches Ausflugsprogramm in Südengland und zu einigen Sehenswürdigkeiten der britischen Metropole London.
- 10. Klasse: Abschlussfahrt – Dabei haben die Schüler nicht nur die Möglichkeit zur Wahl eines Reisezieles, sondern zugleich die Verantwortung zur Mitgestaltung des Aufenthaltes.

### Sozialarbeiter
Einzelfallhilfe und Krisenintervention bei:
- Konflikten innerhalb der Familie,
- Problemen mit Mitschülern und/oder Lehrern,
- Schulschwierigkeiten,
- Psychischen und physischen Belastungssituationen.

Sozialpädagogische Gruppenarbeit zur:
- Verbesserung der Klassensituation,
- Stärkung von Gruppenfähigkeit und des Sozialverhaltens,
- Konfliktlösung,
- Gewaltprävention.

Ausbildung und Begleitung der Streitschlichter, Eltern- und Familienberatung, Vernetzung mit und Weitervermittlung an andere Institutionen, Zusammenarbeit mit Schulleitung, Beratungslehrerin sowie Schüler- und Elternrat.

### Ganztagsangebote
An Sächsische allgemeinbildende Schulen können den Schülern zusätzliche Angebote unterbreitet werden, in denen eine Leistungsorientierung und Chancengleichheit gefördert werden soll. Da die Schule bei der Auswahl ihres Angebotes frei sind, werden in der Oberschule Böhlen im Schuljahr 2016/2017 folgende Angebote gemacht:
- Tennis
- Bauen
- Chor
- Holzarbeiten
- Fußball
- Töpfern
- Tanzen
- Programmieren
- Lernwerkstatt
- Nachhilfe Mathematik[9]

### Förderverein
Der Förderverein der Oberschule Böhlen sorgt seit 2012 dafür, dass zusätzliche finanzielle und ideelle Mittel der Oberschule Böhlen zur Verfügung stehen.

## Liste der Schulleiter
- 1926–1930 Herr Fritzsche
- 1930–1936 Herr Brause
- 1936–1945 Herr Irmscher
- 1945–1946 Herr Pfau
- 1946–1948 Herr Hansen
- 1948–1951 Herr Lehmann
- 1951–1953 Herr Hartlich
- 1953–1954 Herr Mende
- 1954–1965 Herr Fucke
- 1965–1973 Herr Heidrich
- 1974 Herr Männig
- 1974–1976 Herr Lehmann
- 1976–1990 Frau Kowalewski
- 1990–2008 Frau Opelt
- 2008–2012 Herr Mühlpfordt
- seit 2012 Frau Hensel[10]